# Requienia sphaerosperma
Requienia sphaerosperma är en ärtväxtart som beskrevs av Dc. Requienia sphaerosperma ingår i släktet Requienia och familjen ärtväxter. Inga underarter finns listade i Catalogue of Life.